# Loxioda shumara
Loxioda shumara là một loài bướm đêm trong họ Noctuidae.